# Michael Rutter (psichiatra)
Michael Rutter (Brummana, 15 agosto 1933 – Dulwich, 23 ottobre 2021) è stato uno psichiatra inglese, descritto come "il padre della psicologia infantile".

## Biografia
Fu la prima persona a cui è stata mai assegnata una cattedra di psichiatria infantile del Regno Unito.
Rutter istituì il Medical Research Council (UK) (il concilio di ricerca medica del Regno Unito) nel 1984 e, dieci anni dopo, insieme a Robert Plomin, il Social, Genetic & Developmental Psychiatry centre, centro per lo studio del ruolo di fattori genetici ed ambientali nell'influenzare i disturbi psichiatrici nel corso dello sviluppo. Fu nominato direttore onorario di entrambi gli istituti nell'ottobre del 1998. Egli, inoltre, venne eletto direttore deputato del “Wellcome trust” dal 1999 al 2004, e amministratore fiduciario del “Nuffield Foundation” dal 1992.
Fu professore di psicopatologia dell'età evolutiva presso l'Institute of Psychiatry, centro di psichiatria del King's College London e consulente psichiatrico nel Maudsley Hospital, nel quale iniziò a lavorare dal 1966.

## Attività scientifica
Il lavoro di Rutter include: primi studi epidemiologici (Isle of Wight and Inner London); studi sull'autismo  che coinvolgono un ampio raggio di tecniche e discipline scientifiche, includendo studi sul DNA e sulla neuroimmagine; collegamenti tra la ricerca e la pratica; la deprivazione; le influenze della famiglia e della scuola; la genetica; disordini nella lettura; fattori di rischio e protezione biologici e sociali; interazione tra biologico e sociale; stress; studi tanto longitudinali quanto epidemiologici, includendo esperienze e condizioni infantili ed adulte; continuità e discontinuità in un normale patologico sviluppo. The British Journal of Psychiatry gli attribuì una serie di passi significativi in queste aree. Rutter è inoltre riconosciuto per aver contribuito all'affermazione della psichiatria infantile in quanto specializzazione medica e biosociale con una solida base scientifica.
Rutter pubblicò oltre 400 tesi e fonti scientifiche, e ben 40 libri. Egli fu l'editore europeo del Journal of Autism and Developmental Disorders (il giornale dell'autismo e dei disordini dell'età evolutiva) dal 1974 al 1994.

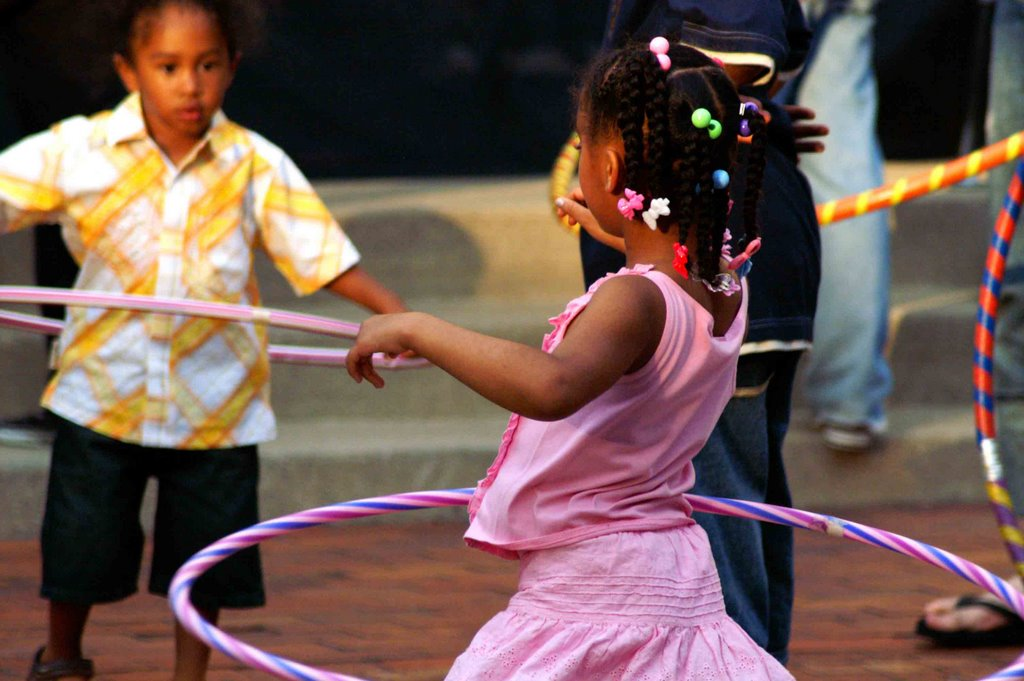
Bambini che giocano

## I giochi dei bambini
Nel 1972 Rutter pubblicò 'Maternal Deprivation Reassessed' (la deprivazione materna revisionata), che New Society descrisse come “un classico nel campo della cura dei bambini”. In questo scritto Rutter valutò le ipotesi circa la deprivazione materna presentate da John Bowlby nel 1951. Bowlby propose che “il bambino, nella prima e nella seconda fase dell'infanzia, dovrebbe sperimentare l'appassionata, intima e continua relazione con sua madre (oppure con un sostitutivo permanente della madre) nella quale entrambi trovano soddisfazione e gioia”; propose inoltre che la negazione di questo rapporto può portare a significative ed irreversibili conseguenze di salute mentale. Questa teoria fu tanto influente quanto controversa. Rutter realizzò un significativo contributo, la sua monografia (1981) ed altri scritti (Rutter 1972; Rutter 1979), comprendendo la definitiva ed empirica valutazione e l'aggiornamento del recente lavoro di Bowlby circa la deprivazione materna. Egli accumulò un'ulteriore prova, si dedicò ai tanti differenti basilari meccanismi sociali e psicologici e mostrò che Bowlby aveva solo parzialmente ragione e, spesso, per cause errate.
Rutter evidenziò altre forme di deprivazione scoperte nelle cure istituzionali, la complessità dell'angoscia della separazione e suggerì che il comportamento anti-sociale non era collegato alla materna deprivazione bensì a problemi familiari. Questi raffinamenti circa le ipotesi sulla deprivazione materna furono importanti poiché la considerarono come un “fattore di vulnerabilità” piuttosto che un agente di causa, con un numero di varie influenze determinanti quale sentiero il bambino percorrerà.
Dopo la fine del regime di Nicolae Ceaușescu in Romania, nel 1989, Rutter condusse  "Adoptees Study Team” inglesi e rumeni, seguendo moltissimi orfani, adottati dalle famiglie dell'ovest, nella loro adolescenza grazie ad una serie di studi sostanziali circa gli effetti di una primissima privazione e deprivazione attraverso diverse sfere che intaccarono lo sviluppo del bambino ed inclusero l'inizio e lo sviluppo di nuove relazioni. I risultati portarono ad un discreto ottimismo.

## Premi e onorificenze
Rutter ricevette una laurea onoraria dalle Università di Leida, Lovanio, Birmingham, Edimburgo, Chicago, Minnesota, Gand, Jyväskylä, Warwick, East Anglia e Cambridge. Egli continuò a praticare per molto tempo e il Micheal Rutter Centre for Children and Adolescents (un centro per bambini ed adolescenti) con base nel Maudsley Hospital a London, fu chiamato così in suo onore.
Rutter fu inoltre un membro onorario della British Academy e membro eletto della Royal Society. Infine, fu membro dell'Accademia Europea e della Academy of Medical Sciences (fu eletto cavaliere nel 1992). La citazione per la sua onorificenza recita: professore di psichiatria infantile ed adolescenziale presso l'Istituto di psichiatria dell'Università di Londra.